# Herbie Lewis (Eishockeyspieler)
Herbert Albert „Herbie“ Lewis (* 17. April 1906 in Calgary, Alberta; † 20. Januar 1991 in Indianapolis, Indiana, USA) war ein kanadischer Eishockeyspieler, -trainer und -funktionär, der im Verlauf seiner aktiven Karriere zwischen 1924 und 1941 unter anderem 521 Spiele für die Detroit Red Wings bzw. deren Vorgängerteams Detroit Cougars und Detroit Falcons in der National Hockey League auf der Position des linken Flügelstürmers bestritten hat. Seine größten Karriereerfolge im Trikot der Red Wings feierte Lewis, der der sechste Mannschaftskapitän der Franchise-Geschichte Detroits war, in den Jahren 1936 und 1937 mit dem Gewinn des Stanley Cups. Genau 50 Jahre nach seiner letzten von elf Spielzeiten in der NHL wurde er im Jahr 1989 in die Hockey Hall of Fame aufgenommen.

## Karriere
Lewis verbrachte seine Juniorenkarriere bis 1924 in seiner Geburtsstadt Calgary. Dort war er in der Calgary City Junior Hockey League aktiv – zunächst bis 1922 für die Calgary Hustlers, anschließend zwei Jahre bis zum Sommer 1924 für die Calgary Canadians. Mit beiden Teams nahm der Stürmer zwischen 1922 und 1924 dreimal in Folge am Memorial Cup teil, bei dem er im Jahr 1924 mit den Canadians sogar das Finale erreichte. Zum Erreichen der Finalspiele gegen die Owen Sound Greys aus der Ontario Hockey Association hatte er in sieben Spielen 20 Scorerpunkte beigesteuert.
Zur Saison 1924/25 zog es den Kanadier in die Vereinigten Staaten, wo er sich den Duluth Hornets anschloss, die zu dieser Zeit in der United States Amateur Hockey Association spielten. Im Verlauf der folgenden vier Jahre wechselte er mit dem Team zunächst im Jahr 1925 in die Central Hockey League, ein Jahr danach in die neu gegründete American Hockey Association, deren Vorgänger die CHL war. Lewis gehörte mit seiner Schnelligkeit zu den prägenden Spielern des Teams. Im Jahr 1926 wurde er ins First All-Star Team der CHL gewählt, ehe er im Folgejahr die erste ausgespielte Meisterschaft der AHA mit der Mannschaft erringen konnte. Mit seinen 25 Scorerpunkten hatte der Kanadier maßgeblichen Anteil am Erfolg der Hornets, die in der Finalserie die Minneapolis Millers nach Spielen mit 3:0 bezwangen. Im folgenden Jahr verpasste Duluth die erfolgreiche Titelverteidigung in der Neuauflage des Vorjahresfinals nur knapp. Lewis erhielt während seiner Zeit in Duluth den Spitznamen „The Duke of Duluth“.
Im Mai 1928 wurde Lewis von den Detroit Cougars aus der National Hockey League über den Inter-League Draft unter Vertrag genommen. Ein angebliches Angebot des Ligakonkurrenten New York Rangers über 20.000 US-Dollar hatte er dabei ausgeschlagen und sich damit für Detroit entschieden. Mit Beginn der Saison 1928/29 avancierte Lewis zu einer tragenden Rolle im Kader des später unter Falcons und Red Wings firmierenden NHL-Franchises. Dabei bildete er gemeinsam mit Larry Aurie eine gefährliche Flügelzange, die zunächst von Mittelstürmer Ebbie Goodfellow geführt wurde. Später ersetzte Cooney Weiland Goodfellow auf dieser Position. Lewis war in diesen Jahren stets für 30 Scorerpunkte verantwortlich und fungierte in der Spielzeit 1933/34 als sechster Mannschaftskapitän der Franchise-Geschichte Detroits. In derselben Spielzeit nahm er am Ace Bailey Benefit Game teil. Der mannschaftliche Erfolg in Detroit stellte sich jedoch erst mit der Verpflichtung von Marty Barry im Juli 1935 für die Centerposition ein. Gemeinsam führte die Sturmreihe um die drei Spieler Lewis, Aurie und Barry die Red Wings zu Stanley-Cup-Gewinnen in den Jahren 1936 und 1937. Es waren die ersten beiden Titelgewinne des Teams.
Nachdem Lewis’ Offensivproduktion im Spieljahr 1938/39 drastisch abgenommen hatte, wurde sein Vertrag nach elf Jahren in der „Motor City“ nicht verlängert, und er wechselte daraufhin in die International-American Hockey League. Dort war er zunächst zwei Jahre als Spielertrainer der Indianapolis Capitals tätig. Nach Beendigung seiner aktiven Karriere – er hatte in den zwei Jahren lediglich 32 Spiele für Indianapolis absolviert – im Alter von 35 Jahren im Sommer 1941 widmete er sich seinen Aufgaben als Trainer der Capitals nun vollends und übernahm darüber hinaus auch den Posten des General Managers. In der Saison 1941/42 führte er das Team zum erstmaligen Gewinn des Calder Cups. Nach der Spielzeit 1942/43 legte er seine Ämter nieder.
Nach seinem Rückzug aus dem Eishockeysport verlegte Lewis seinen Lebensmittelpunkt nach Pompano Beach im Bundesstaat Florida, wo er im Mineralölgeschäft tätig war. Später zog er aus gesundheitlichen Gründen wieder nach Indianapolis, wo er im Januar 1991 im Alter von 84 Jahren verstarb. Im Jahr 1989 war er genau 50 Jahre nach seiner letzten Spielzeit in der NHL in die Hockey Hall of Fame aufgenommen worden.

## Erfolge und Auszeichnungen
| - 1926 CHL First All-Star Team - 1927 Meister der American Hockey Association mit den Duluth Hornets - 1934 Teilnahme am Ace Bailey Benefit Game - 1936 Stanley-Cup-Gewinn mit den Detroit Red Wings | - 1937 Stanley-Cup-Gewinn mit den Detroit Red Wings - 1942 Calder-Cup-Gewinn mit den Indianapolis Capitals - 1989 Aufnahme in die Hockey Hall of Fame |

## Karrierestatistik
(Legende zur Spielerstatistik: Sp oder GP = absolvierte Spiele; T oder G = erzielte Tore; V oder A = erzielte Assists; Pkt oder Pts = erzielte Scorerpunkte; SM oder PIM = erhaltene Strafminuten; +/− = Plus/Minus-Bilanz; PP = erzielte Überzahltore; SH = erzielte Unterzahltore; GW = erzielte Siegtore; 1 Play-downs/Relegation; Kursiv: Statistik nicht vollständig)